# Dezitijati
Dezitijati, Desitijati, ili Desidijati (latinski: Daesitiates) Ilirsko su pleme koje je u antičko doba naseljavalo dijelove Središnje Bosne. Uz Mezeje koji su naseljavali sjeverozapadnu Bosnu, Breuke s područja između rijeke Save i Drave te Dicione iz zapadne Bosne i nekoliko drugih plemena činili su grupu pod nazivom Panonci. Dezitijati su bili jedan od bitnih ilirskih naroda, koji je svojim postojanjem obilježio višestoljetno razdoblje središnjih bosanskih oblasti na prijelazu s 4. na 3. st. pr. Kr.
Drevni pisani izvori sadrže opis života Dezitijata, a pronađeni su i bogati materijalni spomenici tijekom areheoloških istraživanja. Dezitijati pripadaju autohtonoj srednjobosanskoj kulturnoj grupi. Tijekom rimske vladavine na zapadnom Balkanu ime Dezitijata se našlo na mnogim natpisima kao i u pomenutiim djelima antičkih pisaca.

## Etimologija
Etimologija naziva ovog plemena je još neutvrđena, ali bi se jezično i konceptualno mogla povezati s riječi koja se kolokvijalno koristi u južnoslavenskim jezicima - dasa, kao i s albanskom riječi "dash", što znači "ovan", tražeći analogiju kako u jednoj od glavnih privrednih grana Ilira tog vremena (stočarstvo), tako i konotaciju na ratobornost, koja se povezuje s pojmovima "ovan" i "dasa". Slična analogija postoji i kod albanološkog pristupa u objašnjenju naziva plemena Dalmati ili Delmatae, gdje se porijeklo riječi pripisuje albanskoj riječi za ovcu -"delme". Neizostavno je potražiti i potencijalne etimologije ilirskih riječi u dominantnim jezicima tog vremena, grčkom, a potom latinskom. Tako u grčkom jeziku imamo riječ "dasos", što znači  "šuma", ali i "deisi" - "molitva". Najsličnije riječ pak u latinskom jeziku jesu "desido"-"nastaniti/naseliti se", a potom  "desitus", množina od "desino", što znači "napustiti". U potrazi za latinskom etimologijom naziva Daesitiates, potrebno je utvrditi da li je ovaj ili sličan naziv zabilježen u povijesti prije nego što je latinski jezik mogao izvršiti bilo kakv utjecaj na ilirski jezik, tj. prije značajnijeg kontakta između Rimljana i Ilira. Naravno, za sigurniju jezičnu kvalifikaciju, potrebno bi bilo provesti daleko opširnije etnolingvističke komparativne studije, koje bi trebale uključiti ne samo detaljniju i opsežniju analizu jezika prisutnih na teritoriju nekad nastanjenom Ilirma (grčki, latinski, albanski i slavenski jezici) nego i sve druge koji su mogli na bilo koji način biti prisutni na tom tlu.

## Osobitosti
Do danas je evidentiran golemi broj gradina, drugih naselja i naseobina u kojima su gotovo sigurno prebivali Dezitijati i njihovi romanizirani potomci, od kojih su neka djelomično i istražena. Otkriveno je i više nekropola, grobnih konstrukcija i pojedinačnih grobova koji, pored materijalnih nalaza, pružaju svjedočanstva i o duhovnoj kulturi dezitijatskih zajednica. Najvažnija i do danas najveća pronađena dezitijatska nekropola je ona u Kamenjači kod Breze.
Kao i od ostalih ilirskih naroda, i od Dezitijata je preostalo nešto na osnovi čega bi se pokušala izvršiti i rekonstrukcija i njihovog duhovnog života. Sudeći po materijalnim ostacima, religiozni život dezitijatskih zajednica je bio složen i razvijen, a vjerojatno su postojali i posebni “sveti prostori”. Područje srednjobosanske kulturne grupe je, uz susjednu glasinačku kulturu, bilo i središtem nastanka i razvoja zapadnobalkanskog geometrijskog stila kao jednog autohtonog umjetničkog izraza.
Dezitijati su cjelokupno svoje postojanje vezali za prostore Gornje Bosne i vjerojatno i lašvanskog porječja, koji su zbog svojih zemljopisnih uvjeta u više mahova imali veliko značenje u životima zajednica dinarskog pojasa i neposredno susjednih panonskih područja, počevši od neolitika, perioda u kojem je ovo područje bilo jedno od središta populacijskog i kulturnog razvitka, pa do modernog vremena. Nalazeći se na krajnjem području dinarskog pojasa, Dezitijati su činili onaj «most» koji je povezivao jadransku obalu, njeno dinarsko zaleđe, odnosno svijet Mediterana s panonskim bazenom i Podunavljem, što je dodatno doprinosilo kvaliteti i značenju dezitijatskog postojanja. Dezitijati su bili i prvi po imenu i prepoznatljivom povijesnom razvitku autohtoni narod na područjima Gornje Bosne i lašvanskog porječja, oblastima iznimnog kulturnog razvitka tisućljećima ranije. Oni su u razdoblju svoga postojanja nesumnjivo bili jedan od najznačajnijih naroda i političkih fenomena koji je egzistirao na zapadnobalkanskom području, čije su silnice egzistencije utjecale i osjećale se i na širim prostorima zahvata ilirskog etničkog kompleksa. Kako je već rečeno, u jednom trenutku oni su se svojim djelovanjem duboko utisnuli u povijesno sjećanje antičkog svijeta, zahvaljujući čemu se i njihova povijesna uloga može bolje ocrtati. Svojom pojavom i ulogom koju su imali na povijesnoj pozornici, Dezitijati nisu slali impulse svoga razvitka samo na kulturni, politički, gospodarski život lokalnih domorodačkih zajednica, nego su u jednom kraćem periodu, bili nositelji zbivanja koja su neumitno direktno i indirektno utjecala na šire povijesne procese. I upravo taj period kada su Dezitijati bili jedan od glavnih nositelja povijesnog procesa na zapadnom Balkanu, je označio i konačni prijelaz u povijesno razdoblje u unutrašnjosti zapadnog Balkana.

## Podrijetlo i homogenizacija
Porijeklo Dezitijata je vezano za proces "indo-europizacije" zapadnog Balkana i Podunavlja. Ovaj proces je trajao sve do kasnog brončanog doba i početka željeznog doba kada se izdvojila i formirala srednjobosanska kulturna grupa.
Svjedočanstva o njihovom postojanju pruža ne samo pisana izvorna građa, nego i pronađeni i vidljivi materijalni nalazi autohtone srednjobosanske kulturne grupe. Pošto su postojali i kao narod i kao politička jedinica u vremenu kada se rimska vladavina, uz dosta muke, stabilizirala na prostorima zapadnog Balkana njihovo ime je ostalo zabilježeno u povijesnim djelima antičkih pisaca i na natpisima. Radi svoga središnjeg zemljopisnog položaja u prostorima Gornje Bosne, znanstvena istraživanja su od kraja 19. st. obuhvaćala i pitanja i probleme koji su proizlazili iz fenomena dezitijatskog postojanja. Međutim, i pored golemog truda uloženog u ta istraživanja, još uvijek nije ponuđena ni cjelovita ni sveobuhvatna analiza Dezitijata niti je konačno odgovoreno na niz otvorenih dilema.
Dezitijati su nesumnjivo bili jedna od sastavnica ilirskog etničkog kompleksa, koji se pružao od južnog Jadrana sve do Dunava, i svojim smještajem nalazili su se u samom središtu ilirskog zapadnobalkanskog i panonskog svijeta. Njihovo podrijetlo je potrebno tražiti u znatno ranijim periodima u odnosu na ona u kojima se oni sa svojim imenom pojavljuju u povijesti. Dezitijatska zajednica je bila proizvod jednog primarno autohtonog razvitka koji je započeo etnogenetskim procesima još od perioda indoeuropeizacije zapadnog Balkana i Podunavlja i koji se nastavio sve do oblikovanja srednjobosanske kulturne grupe krajem kasnog brončanog doba, pa kroz starije željezno doba. Istovremeno je trajala i složena politijogeneza (politija/PoliÇteiva podrazumijeva zajednicu koja je izgradila vlastiti sustav upravljanja samom sobom, i to s funkcionalnim institucijama). Politijogeneza je proces nastajanja takve zajednice) deziijatskih zajednica koja svoj vrhunac, odnosno etabliranje Dezitijata kao prepoznatljive i djelotvorne politije, doživljava u burnom vremenu prijelaza iz starijeg u mlađe željezno doba kada se pojačava i keltski pritisak, krajem 4. st. pr. Kr.  i početkom 3. st. pr. Kr.  U narednim stoljećima svoje neovisnosti Dezitijati su se oblikovali u jednu čvrstu i stabilnu zajednicu s izgrađenom političkom, društvenom i gospodarskom strukturom. Pored navedenog Dezitijati su u periodu svoje neovisnosti ostvarili i zavidan kulturni razvitak, posebno zahvaljujući i svome zemljopisnom položaju, ali i rudnom bogatstvu i kvaliteti svoga zemljišta. Dezitijatska politija, kao njihova politička organizacija se u ovom periodu neovisnosti nalazila vjerojatno na razini predržavnog, protohistorijskog političkog entiteta koji je, sudeći po nekim podacima koji se odnose na povijesna razdoblja, imao i svoje institucije.

## Sukobi s Rimom
Svoje vjerojatno skoro trostoljetno neovisno postojanje dezitijatski politički entitet završava kad prvi rimski car Oktavijan August započinje konačno zaposjedanje zapadnog Balkana i Podunavlja. U provinciju Ilirik (Illyricum) i novouspotavljenu šemu upravne i teritorijalne organizacije Dezitijati su bili uključeni kao jedna oblast s unutarnjom autonomijom= peregrinsku civitas (civitas peregrini). Međutim, rimska vladavina nije bila u dovoljnoj mjeri ni konsolidirana niti prihvaćena od strane domorodačkog stanovništva. Tranzicijski period u kojem se ilirski svijet našao za vrijeme vladavine Oktavijana Augusta neminovno je morao proizvesti čitav niz traumatičnih posljedica po domorodačko stanovništvo, što je u krajnjoj konsenkvenci vodilo ka produbljivanju jaza između rimske vlasti i njenih javnih i privatnih eksponenata i domorodaca. A taj jaz se mogao prebroditi samo radikalnim rješenjem u kome bi jedna od strana bila poražena. Izraženo iscrpljivanje i iskorištavanje ljudi i resursa dovelo je u proljeće 6. god. do ustanka koji se pretvorio u jedan surovi i teški trogodišnji rat, za Rimljane najteži rat poslije punskih (Batonov ustanak). Ustanak su, vjerojatno na samom dezitijatskom području, pokrenuli za planirani markomanski pohod unovačeni domorodci na čijem se čelu našao Baton Dezitijatski, i vrlo brzo je ustankom zahvaćeno golemo područje zapadnog Balkana i panonskog bazena. Kao jednu od svojih glavnih posljedica po rimsku povijest, rat od 6. do 9. god. n. e. imao je i preusmjeravanje Augustove vanjske politike s ofenzive na defenzivu, što se u ovom pogledu pokazalo i kao prijelomna točka.
Udjel Dezitijata ustanku je bio jedan od najveći, radi čega su oni sami podnijeli dosta velike žrtve, a njihov kontinuirani autohtoni razvitak je bio prekinut i preokrenut u pravcu romanizacije i urbanizacije u mediteranskom stilu. I pored velikih gubitaka, Dezitijati i njihova politija, sad u formi peregrinske civitas, su preživjeli pa je tako sredinom 1. st. n. e. dezitijatska populaciona masa iznosila oko 20 000 ljudi. Nakon tragičnog iskustva trogodišnjeg ustanka, iako je uspjela opstati, dezitijatska politija više nije imala unutarnjih potencijala niti zaštitnih mehanizama i nastupio je proces postupnog nestajanja koji se polako, ali sigurno odvijao kroz generacije. Radi svoje inferiornosti u odnosu na rimsko građanstvo i opći kulturni razvitak grčko-rimske mediteranske civilizacije, Dezitijati su prvo počeli gubiti svoj originalni identitet, a zatim i svoju autohtonu političku i narodnosnu svijest. Ali i u okviru antičkog razvitka Dezitijati, s ili bez rimskog građanstva, su davali i svoj doprinos razvitku u svim svojim segmentima na lokalnom i regionalnim planu. I krajem 2. st. i početkom 3. st. zbog završetka procesa dodjeljivanja i primanja rimskog građanstva i zaokruživanjem kulturne asimilacije od strane antičkog svijeta prestaje postojanje dezitijatske politije, a s njom tako i dezitijatskog naroda.

## Rasap i slavenizacija
Nakon prijelaza na municipalni sustav Gornja Bosna doživljava i vrhunac svoga antičkog razvitka, i to vjerojatno negdje na kraju 3. st., kada cvjetaju upravna središta Res publica Aquarum S… i municipija Bistuensium. U kasnoantičkom dobu Gornja Bosna dijeli više-manje sličnu sudbinu kao i veći dio ostatka zapadnog Balkana i s početkom 7. st. zahvaća ju naseljavanje novog etničkog elementa (Slaveni) čime završava antika. Simbiozom novodoseljenih stanovnika i starosjedilaca i njihovih tradicija u Gornjoj Bosni u narednim ranosrednjovjekovnim stoljećima postupno se zaokružava nova autohtona politija srednjovjekovna Bosna.